# Anssi Nieminen
Anssi Nieminen (ur. 24 lipca 1967) – fiński skoczek narciarski. Najlepsze wyniki w Pucharze Świata osiągnął w sezonie 1990/1991, kiedy zajął 25. miejsce w klasyfikacji generalnej. W całej swojej karierze dwa razy stał na najniższym stopniu podium konkursów Pucharu Świata.

## Puchar Świata w skokach narciarskich

### Miejsca w klasyfikacji generalnej
- sezon 1985/1986:26
- sezon 1987/1988:55
- sezon 1989/1990:43
- sezon 1990/1991:25

### Miejsca na podium w konkursach indywidualnych Pucharu Świata chronologicznie
| Nr | Dzień      | Rok  | Miejscowość | Skocznia            | Punkt K | Skok 1 | Skok 2  | Nota      | Lok. | Strata  | Zwycięzca      |
| -- | ---------- | ---- | ----------- | ------------------- | ------- | ------ | ------- | --------- | ---- | ------- | -------------- |
| 1. | 4 stycznia | 1986 | Innsbruck   | Bergisel            | K-109   | 99,0 m | 110,0 m | 204,9 pkt | 3.   | 7,4 pkt | Jari Puikkonen |
| 2. | 1 grudnia  | 1990 | Lake Placid | MacKenzie Intervale | K-86    | 87,0 m | 84,0 m  | 219,9 pkt | 3.   | 6,6 pkt | Andreas Felder |